# ボーイング737MAX
ボーイング737 MAX
Boeing 737 MAX
中国東方航空のボーイング737-8
- 用途：旅客機
- 分類：ナローボディ民間旅客機
- 製造者： ボーイング
- 運用者

  - サウスウエスト航空
  - アメリカン航空
  - エア・カナダ
  - 中国南方航空
  - ほか
- 初飛行：2016年1月29日[1]
- 生産数：1,502機（2024年4月時点）[2]
- 運用開始：2017年5月22日（マリンド・エア）
- 運用状況：運用中
- ユニットコスト

737-7型:8,770万USドル
737-8型:1億690万USドル
737-9型:1億1,330万USドル
ボーイング737 MAX（Boeing 737 MAX、ボーイング737マックス）は、アメリカ合衆国の航空機メーカーボーイング社が製造しているボーイング737の第4世代の小型ジェット旅客機である。

## 概要
現行のボーイング737NGを置き換える目的で、同機をベースに開発された旅客機である。737NGで搭載されているCFM56エンジンを、燃費の良いLEAP-1Bエンジンに換装するほか、機体のデザインにも手を加えられた。
2018年のライオン・エア610便墜落事故と翌2019年のエチオピア航空302便墜落事故を受けた全世界での飛行停止処分（ボーイング737 MAXにおける飛行トラブル）が一時的に下されていた（詳細は事故項および当該記事を参照）。2020年1月には生産を一時停止する事態にも陥ったが、同年5月27日に生産が再開され、同年11月には米連邦航空局（FAA）がボーイング737 MAXの運行停止措置を解除した。
なお、日本では2021年1月に再運航申請の受付を始めた。
737 MAXの飛行停止措置が取られた2019年時点では日本の航空会社で本機種を保有している会社はなかったが、アメリカ・中国・欧州連合などを初めとする海外の航空会社においては甚大な影響が出た。

## 経緯

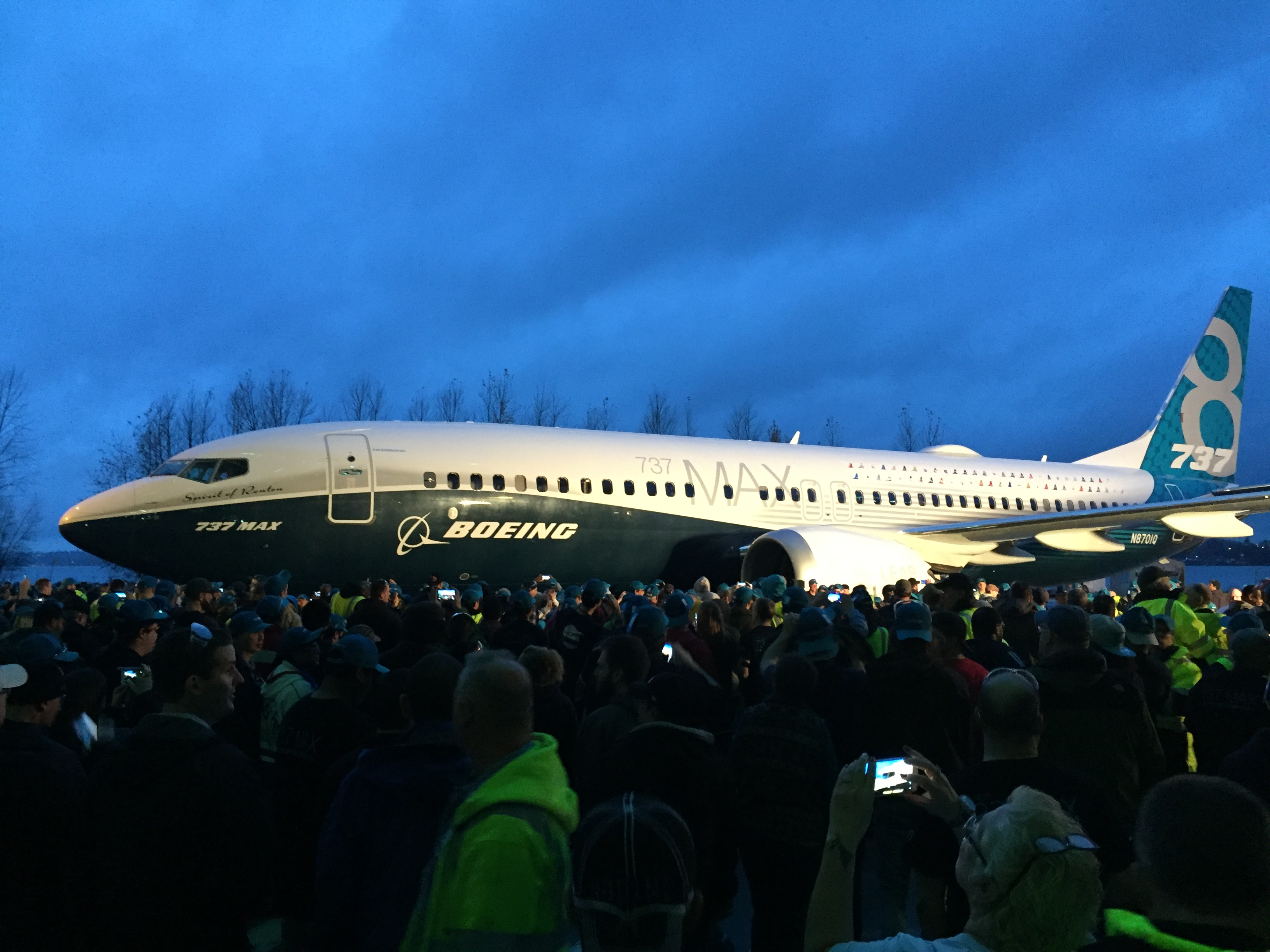
ロールアウトしたボーイング737 MAX(2015年12月8日)

ボーイング社内ではかねて787 ドリームライナーの次に着手する旅客機として、737の後継となる新規設計の単通路機を開発する計画があった。2006年に持ち上がったイエローストーン計画ではボーイングY1と呼ばれていた。ただし、開発時期は未定とされ、最終決定は2011年に持ち越された。
2010年12月、ライバルのエアバス社がA320の機体により燃費の良い新エンジンを搭載したA320neoをローンチした。各航空会社からは高評価で迎えられ、特にエアアジア、IndiGoから大量の受注があった。A320neoの好調な滑り出しを受け、2011年8月30日、ボーイング取締役会では対抗馬としてボーイング737 MAX計画の立ち上げを決議した。対エアバスA320従来型 （A320ceo）で16%、同A320neoに対しては4%の燃費向上を狙う。航続距離はA320neoと同等かそれを上回る計画としていたが、MAX8就航後の2018年10月、2019年3月に立て続けに発生した事故とMAXシリーズ特有の操縦系統に起因して運航停止に陥り、操縦系統改修及び安全再認証に時間を取られた。その間にエアバスがA321neoの航続距離延長型A321LRやA321XLRを発表したことにより、航続距離のみならず受注数に関してもエアバスの後塵を拝する形となっている。
一連の事故後、運航停止により型式認証取得が遅れていた737-7/10に関し、FAAの認証審査の厳格化で操縦警告システム新設により先に認証取得している737-8/9と操縦資格共通化ができなくなるとして、ボーイングは2022年末の厳格化期限を延長しないと失注し雇用喪失する可能性があると、厳格化権限のある米議会に対しロビー活動を行い、議会は認証取得後改修期限付きで操縦警告システム無しでの審査を認めることとしていた。しかし、2024年1月5日に発生したアラスカ航空737-9のドアプラグ脱落事故により、同社の製造品質保証に疑義が生じ、FAAも態度を硬化させたため、737-7のエンジン防氷システムなどに関する設計変更免除申請を取り下げ、同様に免除申請している737-10も開発計画が不透明となっている。
| 機種   | ロールアウト   | 初飛行        | 型式認証                                 | 納入開始      |
| ------ | -------------- | ------------- | ---------------------------------------- | ------------- |
| 737-7  | 2018年2月5日   | 2018年3月16日 | 未定                                     |               |
| 737-8  | 2015年12月8日  | 2016年1月29日 | 2017年3月9日 2020年11月18日（FAA､再開）  | 2017年5月     |
| 737-9  | 2017年3月7日   | 2017年4月13日 | 2018年2月16日 2020年11月18日（FAA､再開） | 2018年3月21日 |
| 737-10 | 2019年11月22日 | 2021年6月18日 | 未定                                     |               |

## 設計

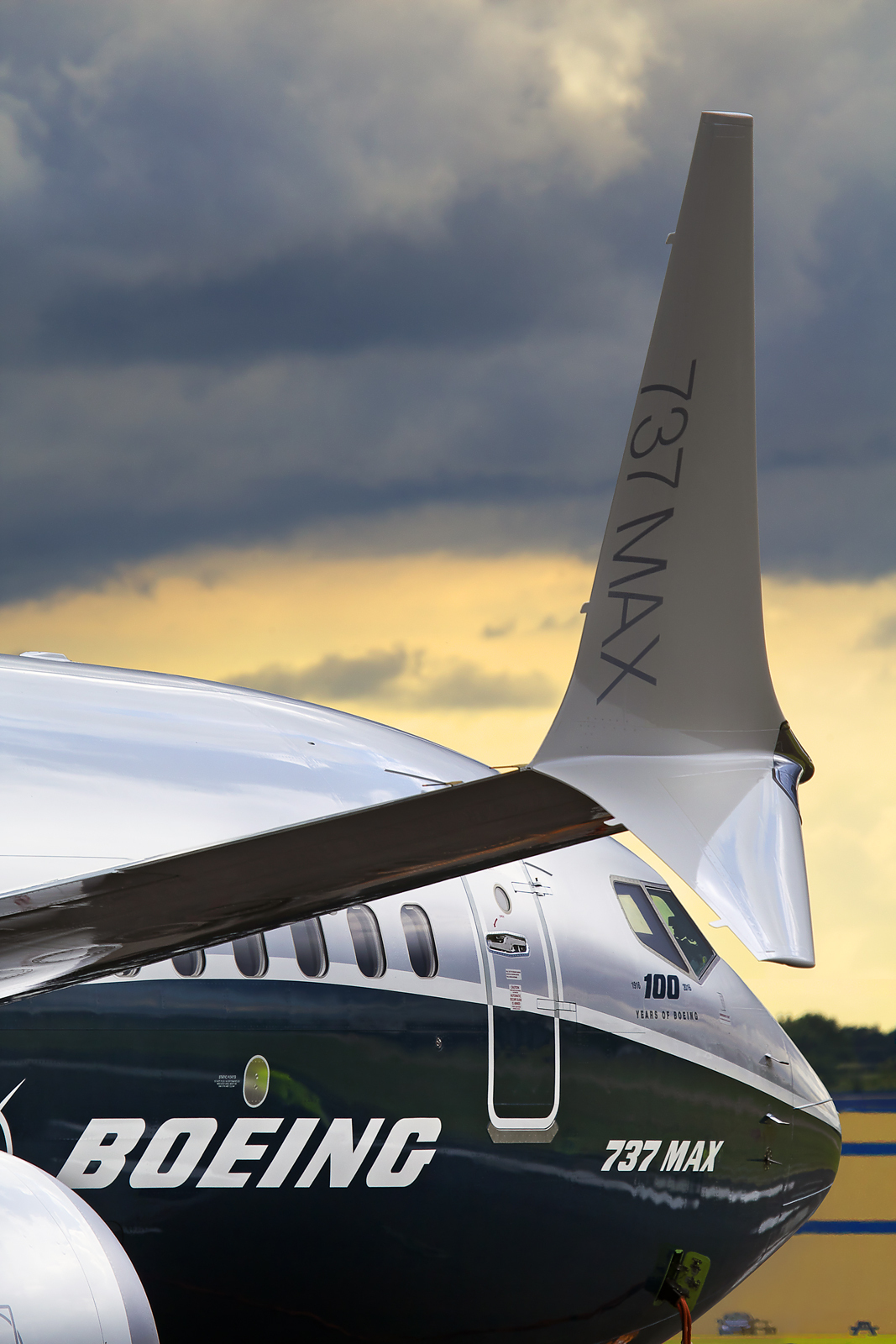
737 MAXにおけるボーイングの新しいウィングレット「アドバンスト・テクノロジー・ウイングレット」（split tip）

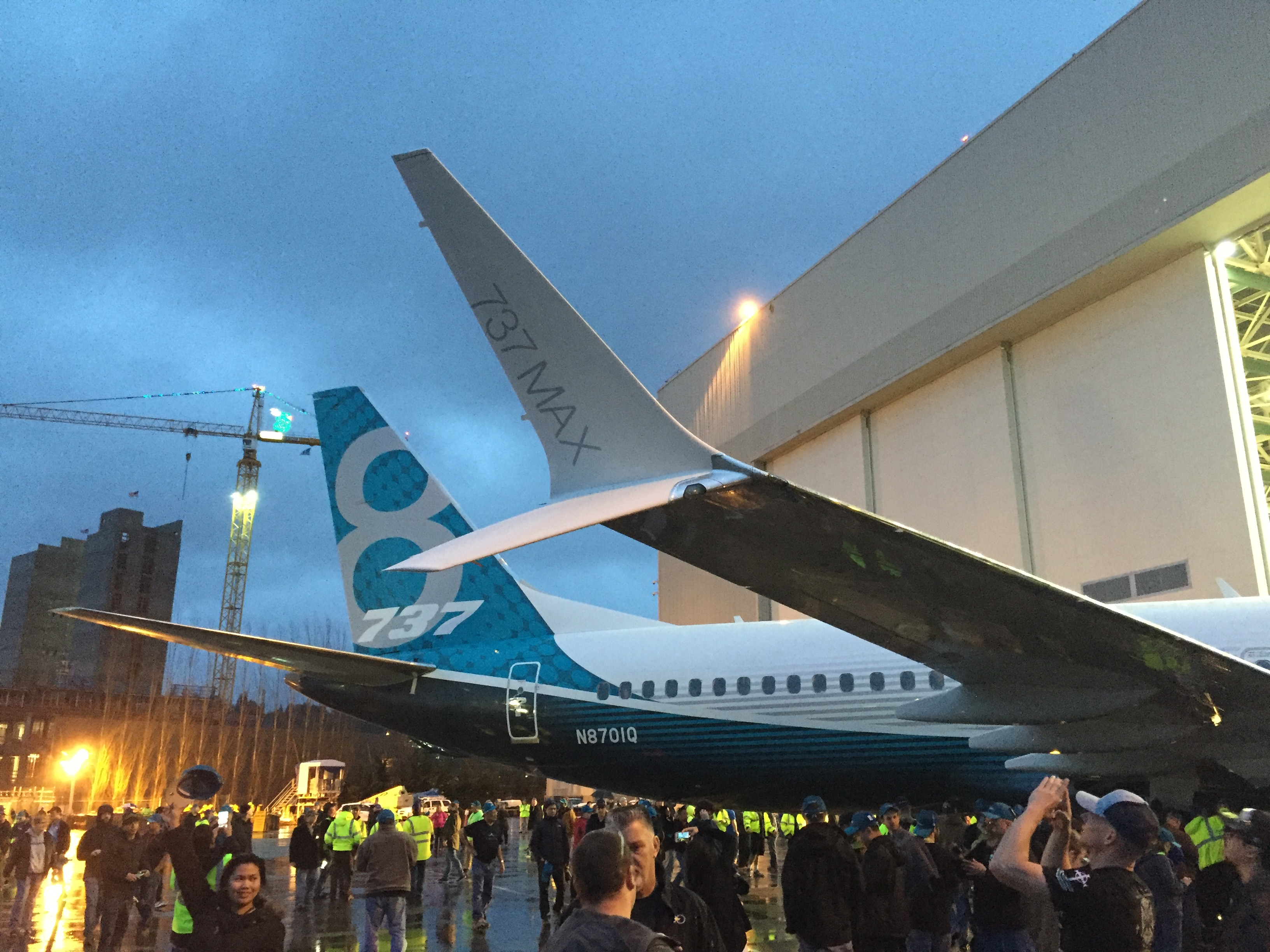
737 MAXシリーズの翼端

### 燃費向上
新たに開発したアドバンスト・テクノロジー・ウイングレットを採用し、既に発表した10-12%の燃料消費率の向上にさらに5.5%の燃費向上を上乗せする計画である。ウィングレットは構造上空港の誘導路などで損傷する危険性が高いため、ボーイングでは損傷した場合でも無事飛行できるようにする。

### エンジン
2011年中はCFMインターナショナル社のジェットエンジンLEAP-1Bのファン直径の選定に追われた。検討の対象となったのは66.1 in (168 cm)と68.1 in (173 cm)の2案で、どちらを採用するにせよ地面とエンジンのクリアランスを16.9 in (42.9 cm)以上確保するため、降着装置（ランディングギア）を延長する必要がある。同社CEOのジム・オルボーによるとファン直径が大きいほど燃費は良くなるが、空気抵抗や重量も増すため、機体を設計し直す必要があるという。
どちらの候補とも現行の737NGシリーズで採用のCFM56-7Bファン径61.8 in (157 cm)より長くなっている。また騒音を抑えるためエンジンナセルの後縁には波型の切込み（シェブロン）を採用している。この方式はすでに787で実証済みである。LEAP-1Bエンジンは、LEAPシリーズの標準型LEAP-Xエンジン（78 in (198 cm)ファン）や、A320neoで選択できるプラット・アンド・ホイットニー社のエンジンPW1900G（80.7 in (205 cm)ファン）と比較して小型のため、バイパス比は小さく、燃料消費率も悪くなるが、小型な分軽量で空気抵抗も抑えられる。
66.1 in (168 cm)ファンの場合、現行の737NGシリーズに搭載されているCFM56-7Bエンジン比で10から12%燃料消費率を向上できるという。業界筋によると機体後部や自然な層流を生み出す外付けパーツの設計、複合型層流垂直尾翼といった新機軸を検討中とされる。
エンジンのファン径については68.1 in (173 cm)を採用することが2011年11月に発表された。737NGシリーズよりもエンジンが大きくなった分、前輪の高さを8in（20.3cm）嵩上げして、地面とエンジンとのクリアランスを保つ。機体設計の最終案は2013年までに仕上がる予定。2012年5月17日、さらにファン径を大きくし69.4 in (176 cm)とすることが発表された。ファンを大きくした分コアを小型化する予定。こういった微調整が2013年中盤の最終設計発表まで続けられる。

### フライトデッキおよびフライトコントロール
フライ・バイ・ワイヤの採用も拡大する予定だが、オルボーによると変更は限定的であるとのことで、スポイラーにのみフライ・バイ・ワイヤを取り入れている。
- 操縦特性向上システム (MCAS: Maneuvering Characteristics Augmentation System)

737 MAXシリーズで新たに追加された機能であり、機体の操縦特性を改善し、迎え角が大きいときまたは機首が極端に上向きの状態になるとき、水平尾翼を自動で調整する機能。型式証明認証プロセスで飛行試験が実施され、通常飛行ではMCASは機体制御の動作を行うことはないと説明されている。
737 MAXにおいて採用されたLEAP-1エンジンを取り付ける際、地面とのクリアランスを確保するためエンジンナセルを上方および前方に移動させた。エンジンの取り付け位置が移動した影響で、737 MAXは大迎え角時にピッチアップ方向に向かう機体特性をもつことが指摘された。MCASは、この機体特性を補正するために採用され、大迎え角時に水平安定板を機首下げ方向に切る。なお、当該機体は仰角センサーを2個もつが、従来の737 MAXでは片方の仰角センサーに対応して水平安定板を制御する仕様になっていた。この仕様はソフトウェアの改修で両方を参照するように変更され、センサーの値に差が出た場合には警告を発するようになっている。
相次ぐ737 MAXの墜落事故にはこのシステムの不具合が関連していると考えられている。エチオピア航空での墜落事故に先立ち、複数のパイロットからFAAにMCAS特有の機首下げによって操縦不能に陥るという問題が報告されていた。ライオン・エア610便墜落事故とエチオピア航空302便墜落事故で墜落した737 MAXは、墜落寸前、両機とも水平安定板が機首下げ方向一杯に切られた状態であった。
ボーイングは機体の安全性について問題はないとしていたが、2019年4月までにソフトウェアの改修を行うとしている。4月4日に、ボーイングは2度の墜落事故の原因が「いずれも制御システムの誤作動だった」と認めた。

### 客室内装
客室内装は、標準でボーイング・スカイ・インテリアを採用する。荷棚は天井に設けられ、発光ダイオード（LED）を用いた照明となる。これは現行の737NGシリーズ同様787の内装を踏襲したものである。

## 生産
737 MAXの生産は、胴体はカンザス州ウィチタで、最終組立はワシントン州のボーイング・レントン工場で行われる。飛行試験機は4機が製造される。
737 MAX 8飛行試験初号機機体記号「N8701Q」、製造番号（MSN）「42554」、ラインナンバー「5602」は、2015年8月21日に最終組立が開始され、12月8日にロールアウト、2016年1月29日に初飛行した。初飛行では、レントン工場に隣接するレントン市営空港を9時46分（東部標準時）に離陸し、シアトル上空を飛行後、12時33分にキング郡国際空港（ボーイング・フィールド）へ着陸した。飛行時間は2時間47分、最高高度は25,000ft（約7620m）、最大の対気速度は250ノット（約463km/h）だった。
2機目の機体記号「N8702L」、製造番号（MSN）「36989」、ラインナンバー「5668」は最終組み立ての完了から試験飛行までの期間短縮をはかるため、簡易塗装のデザインで、白を基調にボーイングのコーポレート・カラーのブルーを使った波線が描かれ、薄くシルバーラメで「737 MAX 8」が胴体に塗装され飛行試験を実施する。
ボーイングは2019年12月16日（現地時間）、2度の墜落事故を起こした主力機「737 MAX」の生産を2020年1月に停止すると発表した、と報道された。
2020年5月27日、ボーイングは、737 MAXの生産を再開したと発表した。
2024年1月6日、ボーイングは、胴体の製造を担当するスピリット・エアロシステムズで、ドリルによる穴あけ作業にミスがあったことが確認され、引渡し前の50機に対して再加工の必要があること、ならびにこのミスが直ちに運行の安全に問題が出るものではないことを発表した。また、この前日に起きたアラスカ航空機の事故を受け、同型機の一部の運行停止措置をとっていたFAAは、今後ボーイングの製造工程の監視方法を変更する意向を表明した。

## ラインアップ
2016年になり7月の英国ファンボロー国際航空ショーで737-7を発注した米サウスウエスト航空（SWA/WN）と加ウエストジェット（WJA/WS）の要望もあり、737-7に以下の設計変更を行うことを発表した。
- 737-700同等だった全長を、主翼前部で80センチ（30インチ）、主翼後部で120センチ（46インチ）、合計190センチ（76インチ）延長する
- 座席を2列12席増やし、主翼上非常口も増設する
- 主翼と主脚は737-8のものに変更する

これに伴い、最大離陸重量は737-700の15万5000ポンド（約70.3トン）から17万7000ポンド（約80.3トン）に引き上げられ、最大着陸重量は12万8000ポンド（約58.1トン）から14万5600ポンド（約66.0トン）に、無燃料重量は12万500ポンド（約54.7トン）から13万8700ポンド（約62.9トン）となった。航続距離は3350海里（約6204キロ）から565海里（約1046キロ）伸びた3915海里（約7250キロ）となり、ライバルであるA319neoの3495海里（約6470キロ）を上回った。
なお、シリーズ名は「737 MAX」であるが、個々のモデルは「737-7」「737-8」のように「MAX」を含めないものが正式名称となっており、737 MAXでは従来型で用いられたカスタマーコードが廃止された。
- 737-7: 737-700、737-700ERの後継機。
- 737-8: 737-800の後継機。
- 737-8-200: アイルランドのLCC大手ライアンエアー提案の737-8の200席仕様高効率型。非常時脱出要件を満たすため、従来の主翼上非常口の他に胴体中央後方に非常用ドアを設置した（同じような非常口ドア配置は737-900ERの一部機体で実施されている）機体。主にLCCからの需要を見込む。
- 737-9: 737-900ERの後継機。
- 737-10: 737-9の胴体延長型。A321neoのライバル機となる。

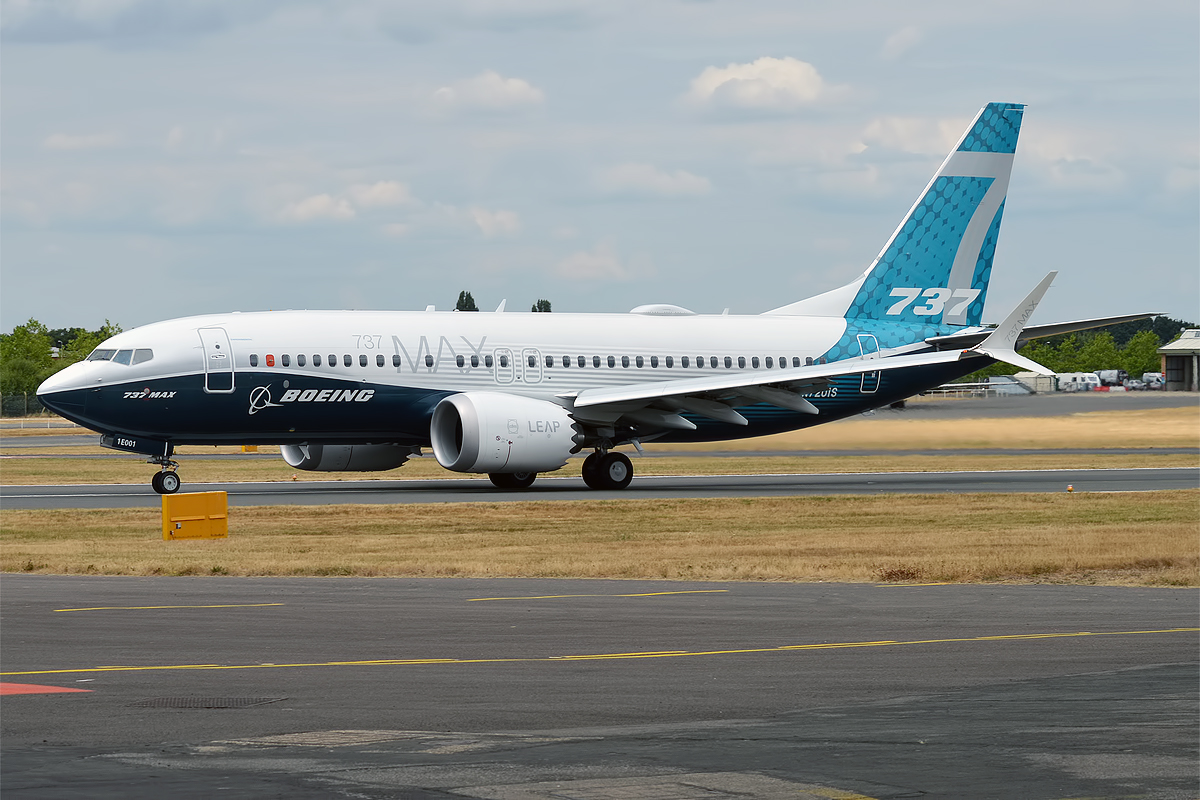
737-7
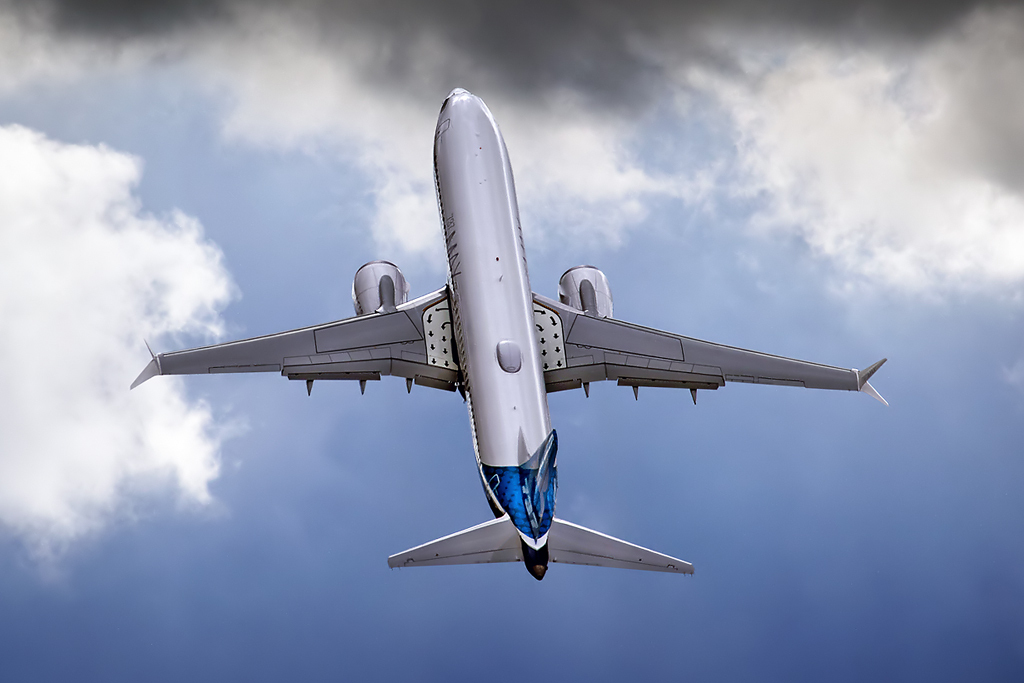
737-8
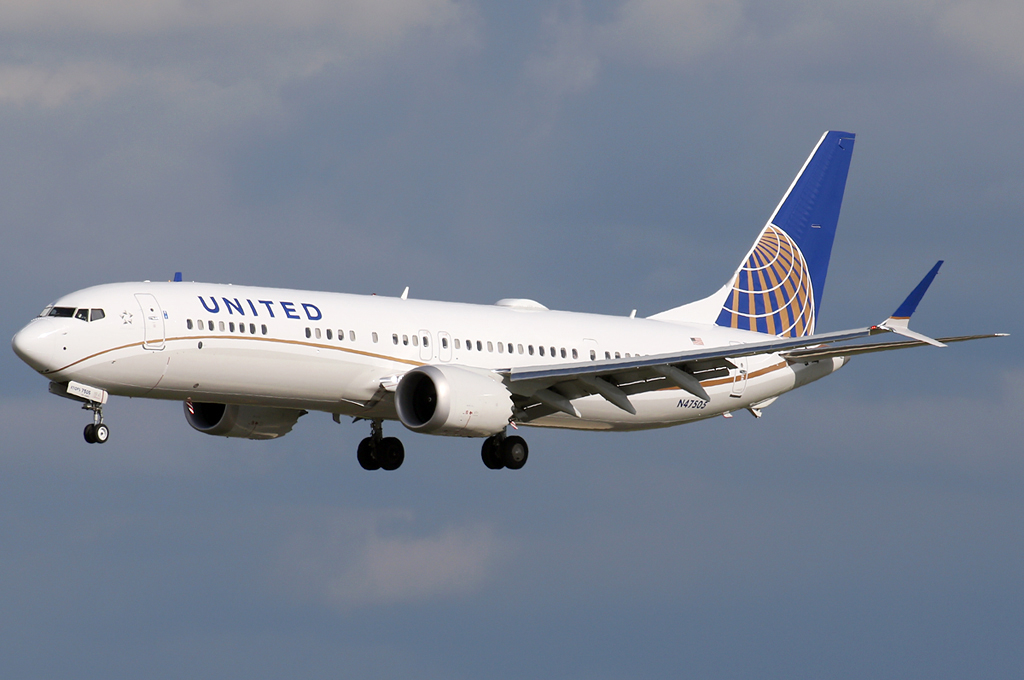
737-9

### 仕様
|                    | 737-7                                                                                             | 737-8 / -8-200                                                                                    | 737-9                                                                                             | 737-10                                                                                            |
| ------------------ | ------------------------------------------------------------------------------------------------- | ------------------------------------------------------------------------------------------------- | ------------------------------------------------------------------------------------------------- | ------------------------------------------------------------------------------------------------- |
| シートピッチ       | 高効率仕様：29 in (74 cm)、エコノミークラス：31–32 in (79–81 cm)、ファーストクラス：36 in (91 cm) | 高効率仕様：29 in (74 cm)、エコノミークラス：31–32 in (79–81 cm)、ファーストクラス：36 in (91 cm) | 高効率仕様：29 in (74 cm)、エコノミークラス：31–32 in (79–81 cm)、ファーストクラス：36 in (91 cm) | 高効率仕様：29 in (74 cm)、エコノミークラス：31–32 in (79–81 cm)、ファーストクラス：36 in (91 cm) |
| 座席数             | 126 (8F + 118J)～ 170＋                                                                           | 162 (12F + 150Y)～ 最大200                                                                        | 178 (12F + 168Y)～ 最大220                                                                        | 188 ～ 230                                                                                        |
| 胴体径             | 3.76 m                                                                                            | 3.76 m                                                                                            | 3.76 m                                                                                            | 3.76 m                                                                                            |
| 全幅               | 35.92 m / 117 ft 10 in                                                                            | 35.92 m / 117 ft 10 in                                                                            | 35.92 m / 117 ft 10 in                                                                            | 35.92 m / 117 ft 10 in                                                                            |
| 全高               | 12.3 m / 40 ft 4 in                                                                               | 12.3 m / 40 ft 4 in                                                                               | 12.3 m / 40 ft 4 in                                                                               | 12.3 m / 40 ft 4 in                                                                               |
| 全長               | 33.7 m→35.59 m / 110 ft 5 in→116 ft 9 in                                                          | 39.5 m / 129 ft 8 in                                                                              | 42.2 m / 138 ft 4 in                                                                              | 43.8 m / 143 ft 8 in                                                                              |
| 最大離陸重量       | 72,350 kg→80,286 kg / 159,900 lb→177,000 lb                                                       | 82,190 kg / 181,200 lb                                                                            | 88,310 kg / 194,700 lb                                                                            | 89,765 kg / 197,900 lb                                                                            |
| 最大着陸重量       | 61,462 kg→66,043 kg / 135,500 lb→145,600 lb                                                       | 69,309 kg / 152,800 lb                                                                            | 74,344 kg / 163,900 lb                                                                            | 75,931 kg / 167,400 lb                                                                            |
| 無燃料重量         | 58,332 kg→62,913 kg / 128,600 lb→ 138,700 lb                                                      | 65,952 kg / 145,400 lb                                                                            | 70,987 kg / 156,500 lb                                                                            | 72,574 kg / 160,000 lb                                                                            |
| 貨物容量           | 1,139 ft3 / 32.3 m3                                                                               | 1,543 ft3 / 43.7 m3                                                                               | 1,814 ft3 / 51.74 m3                                                                              | 1,961 ft3 / 55.5m3                                                                                |
| 航続距離 (2クラス) | 3,350 nmi (3,855 mi; 6,204 km) → 3,850 nmi (4,431 mi; 7,130 km)                                   | 3,515 nmi (4,045 mi; 6,510 km) MAX 200: 2,700 nmi (3,107 mi; 5,000 km)                            | 3,515 nmi (4,045 mi; 6,510 km) （補助タンク1基搭載）                                              | 5,960km （補助タンク1基搭載）                                                                     |
| 燃料容量           | 6,820 ガロン / 25,817 リットル（標準） （オプションで貨物積載量と燃料補助タンクのトレードオフ可） | 6,820 ガロン / 25,817 リットル（標準） （オプションで貨物積載量と燃料補助タンクのトレードオフ可） | 6,820 ガロン / 25,817 リットル（標準） （オプションで貨物積載量と燃料補助タンクのトレードオフ可） | 6,820 ガロン / 25,817 リットル（標準） （オプションで貨物積載量と燃料補助タンクのトレードオフ可） |
| エンジン (× 2)     | CFMインターナショナル LEAP-1B                                                                     | CFMインターナショナル LEAP-1B                                                                     | CFMインターナショナル LEAP-1B                                                                     | CFMインターナショナル LEAP-1B                                                                     |
| 推力 (× 2)         | 最大28,000 lbf (125 kN)                                                                           | 最大28,000 lbf (125 kN)                                                                           | 最大28,000 lbf (125 kN)                                                                           | 最大28,000 lbf (125 kN)                                                                           |
| 巡航速度           | マッハ 0.79 (522 mph, 842 km/h)                                                                   | マッハ 0.79 (522 mph, 842 km/h)                                                                   | マッハ 0.79 (522 mph, 842 km/h)                                                                   | マッハ 0.79 (522 mph, 842 km/h)                                                                   |
| ファン直径         | 69インチ (175 cm)                                                                                 | 69インチ (175 cm)                                                                                 | 69インチ (175 cm)                                                                                 | 69インチ (175 cm)                                                                                 |

出典：737 MAX Airport Compatibility Brochure, except specific reference.

## 受注状況
当初、アメリカン航空以外の発注会社は公表されていなかったが、2011年11月17日現在ライオンエアおよびエヴィエイション・キャピトル・グループからも受注中であることが公表され、発表時には既に航空会社9社から計700機の受注があった。2011年12月13日にはサウスウェスト航空からの大量発注を受け、737MAXを生産ラインに乗せることが明らかになった。サウスウェスト航空は150機を発注している他、オプション契約でさらに150機の注文がある。2011年12月現在13社から948機の発注がある。
ノルウェー・エアシャトル社は737MAXを100機、737-800型を22機、A320neoを100機発注している（総額114億ドル）。737MAXシリーズとしては初のヨーロッパ系航空会社からの受注となる。
2024年1月5日に発生した737-9型における機体後部ドアプラグ（客室仕様による未使用非常ドア封鎖隔壁部品）脱落事故により、FAAはボーイングに対し品質管理状況の監視強化を行った。このため、すでに墜落事故により型式証明取得が先送りされていた737-7/10に関して、型式証明取得時期が見通せない状況になっている。737-7/10発注済み顧客の中にはほかメーカーやMAXシリーズで運航可能な737-8/9ヘの機種変更を検討する顧客も出てきている。
|        | 2021 | 2022 | 2023 | 2024 | 合計  |
| 受注数 | 375  | 561  | 883  | 67   | 6,270 |
| 引渡数 | 245  | 374  | 387  | 82   | 1,502 |

|        | 2011 | 2012 | 2013 | 2014 | 2015 | 2016 | 2017 | 2018 | 2019 | 2020 |
| 受注数 | 150  | 914  | 708  | 891  | 410  | 540  | 774  | 662  | -136 | -529 |
| 引渡数 | –    | –    | –    | –    | –    | –    | 74   | 256  | 57   | 27   |

 受注数
 引渡数

### 日本市場
日本の航空会社では、2013年にスカイマークが2018年以降に737-800の後継機として737MAXを導入する方針を明らかにしていた。その後は同社の経営破綻もあり具体的な動きは見られなかったが、2018年4月に現在の737-800よりも座席数の多い200席クラスの機体も検討をしていることを明らかにした。737MAXとA320neoのどちらかで検討を進めていた結果、2022年11月10日に737-8を2025年度からリース導入予定として6機分の契約を締結し、他に8型及び10型を6機（うち2機はオプション）発注を基本合意した。2023年5月15日に発表された2023年3月期決算補足説明資料では、8/10型ともに3機（確定2機、オプション1機）の購入契約を締結済で、受領時期は8型が2026年度、10型が2026～2027年度の予定とされていた。その後、2024年11月に8型のオプション権を行使した。2025年5月には8型機を追加で6機発注した。その翌月には、すでに発注済みの8型のうち、3機を10型に変更し、10型のオプション権を行使した上で3機の追加発注を行った。
日本航空の子会社である日本トランスオーシャン航空（JTA）が737-400の後継機として737-800を2016年から導入しているが、JTAとボーイングとの契約にはボーイング737-800からボーイング737 MAX 8に調達機材を一部変更することが可能な条項が含まれていた。調達機材の変更が可能だったのは導入予定の12機のうち後半の6機が対象となっていたが、2019年3月までに12機全てがボーイング737-800で引き渡された。
日本航空は、2023年3月23日に737-800の経年機後継として737-8を2026年から導入予定で21機購入契約締結を発表した。A320neoも検討したがグループ内運用機材構成なども考慮し、実績など総合的に勘案して選定したとし、既存737-800機数規模に足りない分A320neo、737-10も含めさまざまな機材を対象に検討するとしていた。しかし、2024年3月21日に737-800と同じ経年化が進むセミワイドボディ機ボーイング767の国内線用後継機材としてA321neoを2028年度から11機導入すると発表し、737-10の採用は見送られる形となった。その後2025年に8型機を追加で17機発注することが発表された。
一方、全日本空輸（全日空）は次期主力小型機種として、エアバス社製A321neoやA320neoを相当数発注しているが、Mitsubishi SpaceJetの引き渡しの遅れ（後に開発中止）の影響もあり、A320neo・A321neoの導入途上においても737-800の追加発注およびリース導入が進められていた。2019年1月に全日空の持株会社であるANAホールディングス（ANAHD）は取締役会で737MAXの導入を決定したが、エチオピア航空302便墜落事故の影響で同年春にANAHDとボーイング社との間で締結予定であった契約が棚上げになっており、同年12月のANAHDの会見では737MAXについて「ほとんど発注に近い」という見解を示した 。その後、2022年7月11日の臨時取締役会にて737-8を確定20機、オプション10機の計30機を正式発注したことを発表した。また2025年5月のパリ航空ショーにて、追加で確定14機、オプション4機を発注した。
| 航空会社     | 機種   | 確定発注    | オプション | 受領時期           |
| ------------ | ------ | ----------- | ---------- | ------------------ |
| 全日本空輸   | 737-8  | 38          | 4          | 2025年度           |
| スカイマーク | 737-8  | 6（リース） | -          | 2025年度第一四半期 |
| スカイマーク | 737-8  | 7           | -          | 2026年度           |
| スカイマーク | 737-10 | 7           | -          | 2027年度           |
| 日本航空     | 737-8  | 38          | -          | 2026年             |

ジャパンインベストメントアドバイザーもリース用に737MAXを10機購入する契約をボーイングと交わしていたが、2020年2月14日に改善の目処などが立たないことから契約を解消した。

## 主な運用者
2022年7月現在

### 737-8型[70]
- サウスウエスト航空 : 81機
- アメリカン航空 : 25機
- 中国南方航空 : 24機
- 中国国際航空 : 16機
- エア・ヨーロッパ : 3機
- ベラヴィア : 1機
- バズ : 13機
- カリビアン航空 : 9機
- ケイマン航空 : 4機
- 中国東方航空 : 3機
- エア・カナダ : 39機
- アエロメヒコ航空 : 32機
- アルゼンチン航空 : 6機
- 9エア : 1機
- エチオピア航空 : 6機
- フィジー・エアウェイズ : 5機
- フライドバイ : 30機
- ガルーダ・インドネシア航空 : 1機
- ゴル航空 : 34機
- 海南航空 : 11機
- アイスランド航空 : 9機
- 大韓航空 : 3機
- 昆明航空 : 2機
- ライオン・エア : 2機
- LOTポーランド航空 : 5機
- モーリタニア航空インターナショナル : 1機
- MIATモンゴル航空 : 1機
- ネオス : 4機
- オマーン・エア : 11機
- ロイヤル・エア・モロッコ : 2機
- ライアンエアー : 32機
- S7航空 : 2機
- SCAT航空 : 1機
- 山東航空 : 7機
- 上海航空 : 11機
- 深圳航空 : 5機
- シンガポール航空 : 15機
- スマートウィングス : 7機
- スパイスジェット : 13機
- サンエクスプレス : 9機
- サンウィング航空 : 6機
- Swoop : 2機
- TUIフライ・ベルギー : 6機
- TUIフライ・ネーデルラント : 6機
- TUIエアウェイズ : 18機
- TUIフライ・ドイッチュラント : 3機
- TUIフライ・ノルディック : 3機
- ターキッシュ エアラインズ : 20機
- ユナイテッド航空 : 16機
- ウエストジェット : 17機
- 厦門航空  : 10機

### 737-9型[71]
- アエロメヒコ航空 : 12機
- アラスカ航空 : 28機
- アイスランド航空 : 4機
- SCAT航空 : 1機
- コパ航空 : 17機
- フライドバイ : 3機
- タイ・ライオン・エア : 3機
- ターキッシュ エアラインズ : 5機
- ユナイテッド航空 : 34機

## 事故・不具合

### 2018年及び2019年の墜落事故
2017年から引き渡しが開始されたものの、運用開始直後に2件の墜落事故を立て続けに起こし、合計で346人が犠牲となった。その影響で、ボーイング737 MAXシリーズは2020年1月から生産を停止した。
- 2018年10月29日 - ジャカルタを離陸直後のライオン・エア610便（737 MAX 8、機体記号PK-LQP）が、ジャワ島沖合いに墜落。乗員乗客189人の全員が死亡し、ボーイング737型機における事故での最悪の死者数を出した。この事故を受けて2018年11月7日（日本時間）にアメリカ連邦航空局（FAA）は飛行機の空中姿勢の制御に必要な「AOAセンサー」から入力される情報に誤りがあった可能性があると指摘し、運用されている約250機に対して緊急改善通報を出した[73]。

- 2019年3月10日 - アディスアベバを離陸したエチオピア航空302便（737 MAX 8、機体記号ET-AVJ）が、6分後にレーダーから消失した。機体は平地に墜落しており、乗員乗客157人の全員が死亡する大惨事となった[74]。

- 2019年3月11日 - ニューヨーク・タイムズは、失速を防ぐシステムの不具合がライオン・エア機・エチオピア航空機の事故原因の可能性があると報道した[75]。
- 2019年3月11日 - 中国民用航空局は、エチオピア航空機の事故を受け、全ての中国国内の航空会社に737 MAXの運航を停止させた[76]。
- 2019年3月13日 - 欧州連合の欧州航空安全局（EASA）も、欧州空域での同型機の運航を禁止すると発表した[77]。
- 2019年3月14日 - ガルーダ・インドネシア航空は、エチオピア航空機の事故前の時点ではMAX8を50機発注し、その内1機が既に納入済みだったが、残り49機の発注全てを取り消す措置を取った。
- 2019年4月4日 - FAAは「ボーイング737 MAXの安全性を確保するため」に審査組織「合同当局技術審査(Joint Authorities Technical Review)」を設置すると説明し、運輸安全委員会(NTSB)委員長を務めた経験があるクリストファー・ハートが議長を務めるとし、「FAA、航空宇宙局(NASA)、及び豪、日、中、加、伯、欧、インドネシア、シンガポール、UAEの各航空当局からの専門家チーム[78]」で構成されるとした[79]。
- 2019年4月4日 - ボーイングは2度の墜落事故の原因が「いずれも制御システムの誤作動だった」と認める声明を出した[29]。誤作動したシステムを停止できなかったことが墜落につながった可能性が高まった。
- 2019年4月6日 - 自社機が墜落事故に巻き込まれたエチオピア航空は、既に納入済みの4機（事故機を除く）以外の25機のオーダーを全てキャンセルする予定であると発表した。しかしながら、エチオピア航空とボーイングの両社が後に和解する形となり、3年近く経った2022年2月にエチオピア航空は737 MAXの運航を再開[80]。2023年11月には737 MAXも含めたボーイング機の大量発注を行っている[81]。
  - なお、同じく墜落事故に巻き込まれたライオン・エアは737-9型こそ運航しているものの、737-8型機は全て子会社のバティック・エア・マレーシアに移管された[82]ため、2024年現在はライオン・エアとしての737-8型機の運航はされていない。
- 2019年5月5日 - ボーイングは墜落事故の原因の可能性が指摘されている失速警報装置について、610便墜落事故の1年前の2017年には、すでに欠陥を認識していたことがわかった[83]。さらに10月18日、操縦特性向上システム(MCAS)がうまく機能しない可能性があることを運航の認可を受ける前に指摘していながら、FAAに虚偽報告をしていたことも判明した[84]。
- 2019年10月29日 - 最高経営責任者(CEO)のミュイレンバーグが議会の公聴会で「我々が間違いを犯した」と責任を認めて謝罪[85]、同年12月23日に辞任した[86]。

### その他のトラブル
- 2021年4月 - 電気系統に問題が発覚したため納入停止[87]。
- 2023年5月14日 - ホノルル発サンディエゴ行きのサウスウエスト航空2367便[88](737 MAX 8による運航)が飛行中、コックピット前面ガラスにひびが入ったためホノルルに引き返した。乗客乗員に怪我はなく、当該機(N8701Q)はホノルルでの修理後、翌日より運航に復帰した[89]。
- 2024年1月5日 - アラスカ航空1282便が飛行中、突如後方左側の非常ドアが吹き飛んで急減圧が発生、緊急着陸した。当該機材は2023年10月に受領した737 MAX 9型機であり、この事故を受けてアラスカ航空は保有する同型機全65機の飛行停止措置をとった[90]。また、アラスカ航空緊急着陸を受けアメリカ連邦航空局は納入済み737 MAX 9型機約220機中、後方非常ドア装備の171機[91][92]を対象に緊急耐空性改善命令を出し、飛行前に1機あたり4～8時間ほどの検査を義務づけると発表[93][94]。同月24日、FAAは事故発生した737 MAX 9の検査整備指示書を承認し1）特定のボルト、ガイドトラック、金具の点検、2）機体中央の左右にあるドアプラグと関連部品数十点の詳細な目視点検、3）ファスナーの増し締め、4）損傷や異常状態の修正の4点を点検し、耐空性の確認出来た機体から運航再開出来るとしたが、FAAは承認と同じ日に長官が「このプロセスで明らかになった品質管理上の問題が解決されたと我々が納得するまで、ボーイングからの生産拡大要請や、737 MAXの生産ライン増設の承認には応じない」との声明を発表し監視強化し、1）737 MAXの生産拡大に上限を設け、説明責任と要求される品質管理手順の完全遵守を確保する、2）ボーイングが製造要件を遵守しているかを精査する調査の開始、3）ボーイングの全施設で立会いを強化し、新型機の監視を積極的に拡大する、4）リスクを特定するためにデータを綿密に監視する、5）品質管理と権限委譲に関する、安全に焦点を当てた潜在的な改革の分析を開始する、項目追加するとした[48]。

## 2018年及び2019年の墜落事故後に行われた改修について
ボーイング社が墜落事故後に行った改修については、ボーイング社の公式サイトにその記述がある。特に事故原因と推測されるMCASについては、主に下記のような改修が行われた。
- 2つのAOAセンサーからの測定値が比較される（以前は1つだった）。
- 2つのセンサーからの情報が一致する場合にのみMCASはアクティブになる。（以前は片方のセンサーのみだったため、情報の不一致が発生することがあった）
- パイロットが飛行機を操縦桿だけで制御する機能を，MCASは解除しない。
- 改修されたMCASでは、保護レイヤーが追加され、MCASが起動した場合でも、パイロットによる操縦が常に優先され続ける。

またMCASに関係しない箇所の追加アップデートも行われており、同様にボーイング社の公式サイトでその内容を確認することができる。

### 事故後、システム改修後のフライトの信頼性と飛行時間について
ボーイング社は、「2020年に米連邦航空局（FAA）の承認を受け、事故後の商業フライトを再開して以降、有償飛行回数は30万回以上にのぼり、信頼性は99％を超えている（2022年1月24日現在）」と主張している。

### システムの検証プロセスについて
ボーイング社は、「システムの検証には、数十万時間の時間と、1000回を超えるテスト、チェックフライトを伴う徹底的なプロセスを経た。」、「米連邦航空局を中心とし、全世界で30以上の国々、規制当局、航空会社が協力を行った。」と主張している。この国々の中には、日本も含まれている。また公式サイトには、その検証プロセスについても詳細な記述がある。

### 日系航空会社の事故後の737 MAX機に対する評価について
ANAは、事故後の同機の評価について、
「運航停止期間中に、ボーイング社では同システムの誤作動防止や異常検知機能の追加、迎え角センサーの警告表示の見直し、飛行マニュアルの改定などを実施。2020年12月のブラジルのGOL航空を皮切りに順次運航が再開され、大きな不具合なく今もなお着実に運航実績を重ねている」
との認識を明らかにしている。
またJALは、同機について、
「2020年後半以降で140万回以上の商業飛行、約350万飛行時間の実績を積み重ねています」とその実績を公開。整備士出身である同社の赤坂祐二社長も「安全性の評価は社内でも最優先に、万全を期して実施しましたが、事故原因の解析や原因への対応もしっかりされていると認識しています」
との認識を明らかにしている。

## ギャラリー

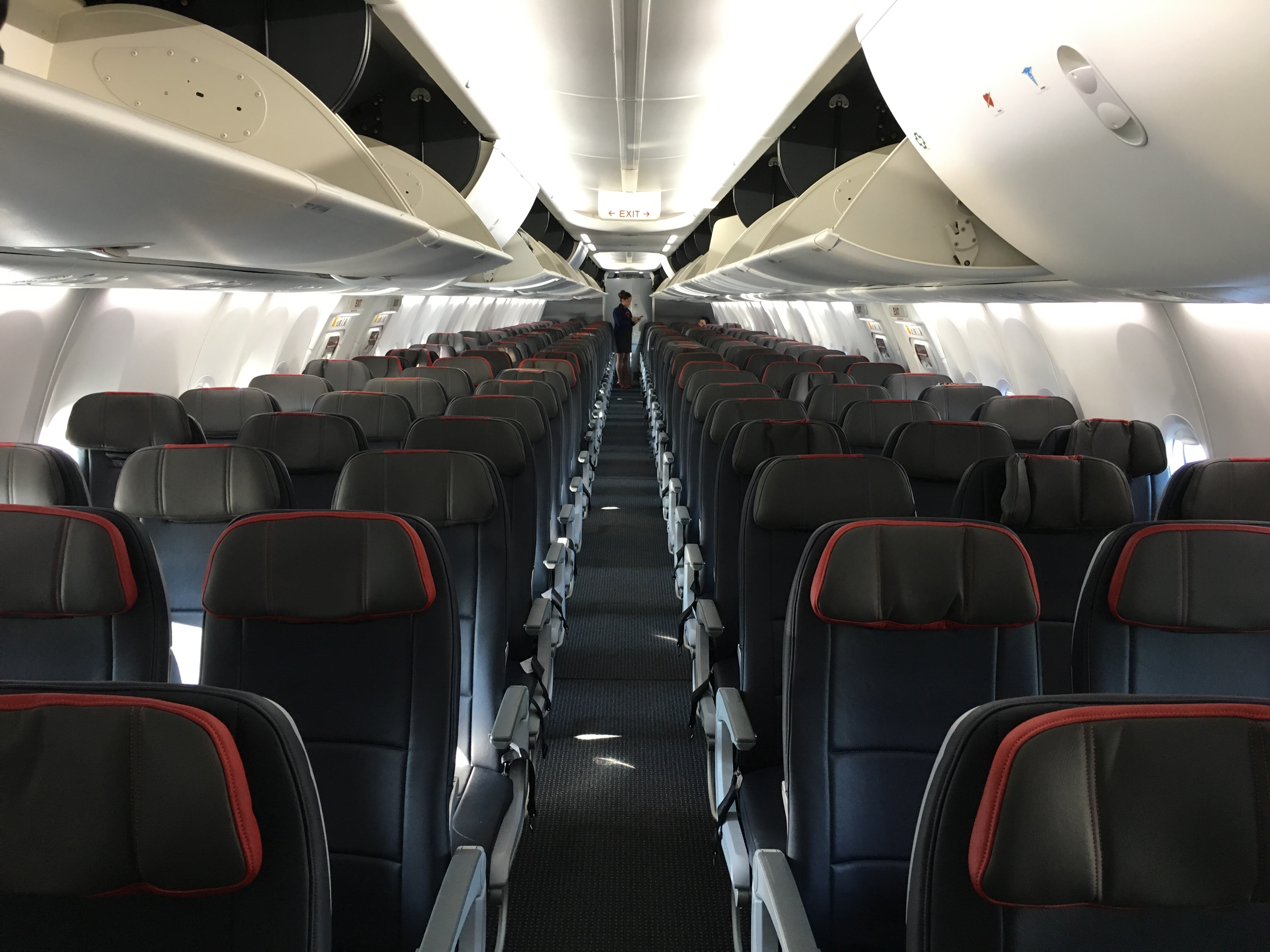
機内
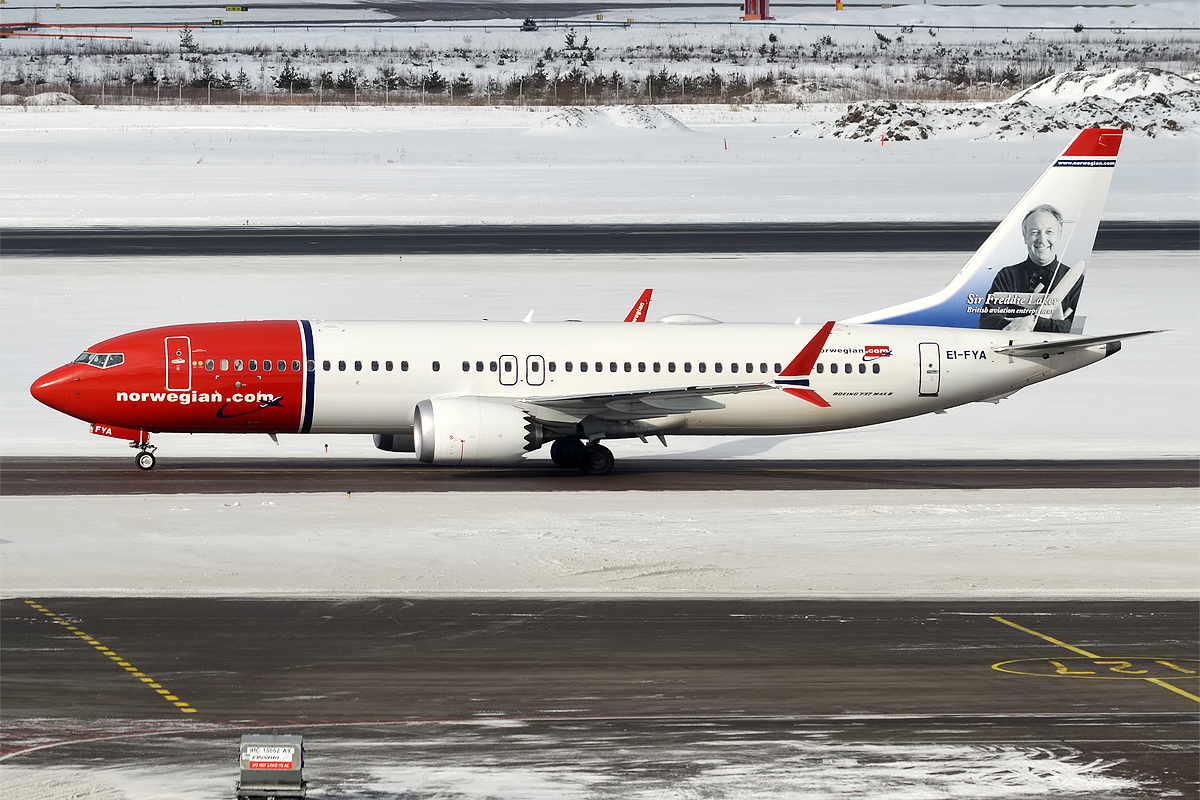
ノルウェー・エア・インターナショナルの737-8
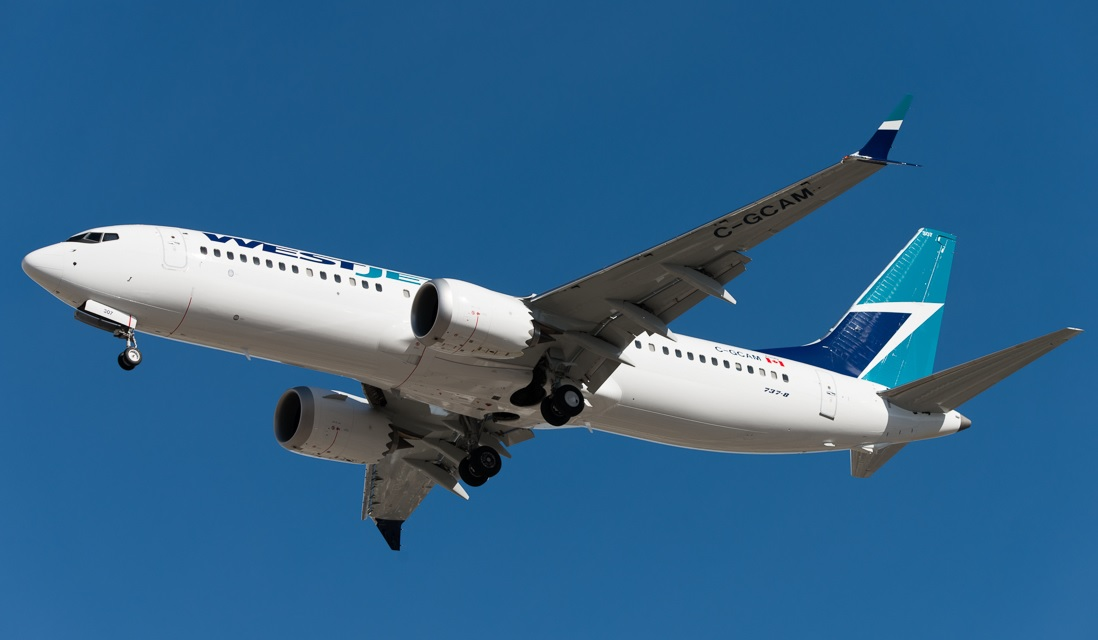
ウエストジェット航空の737-8
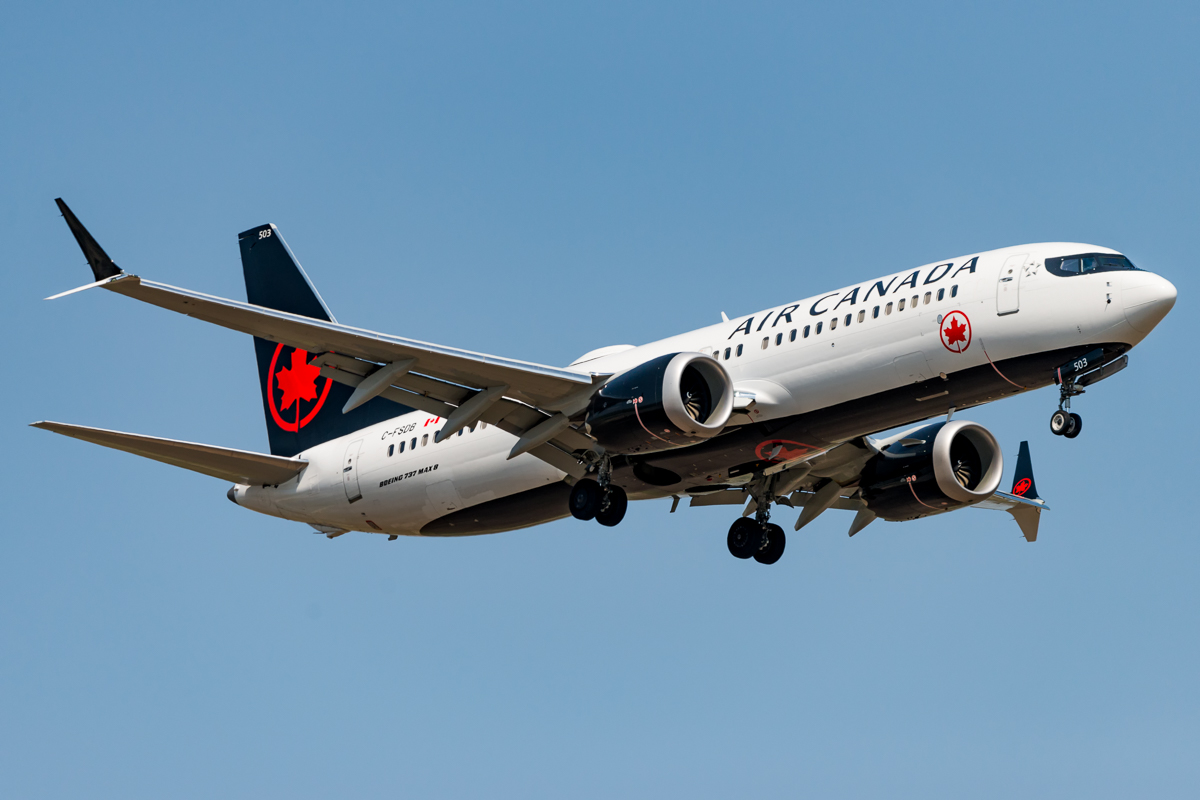
エア・カナダの737-8
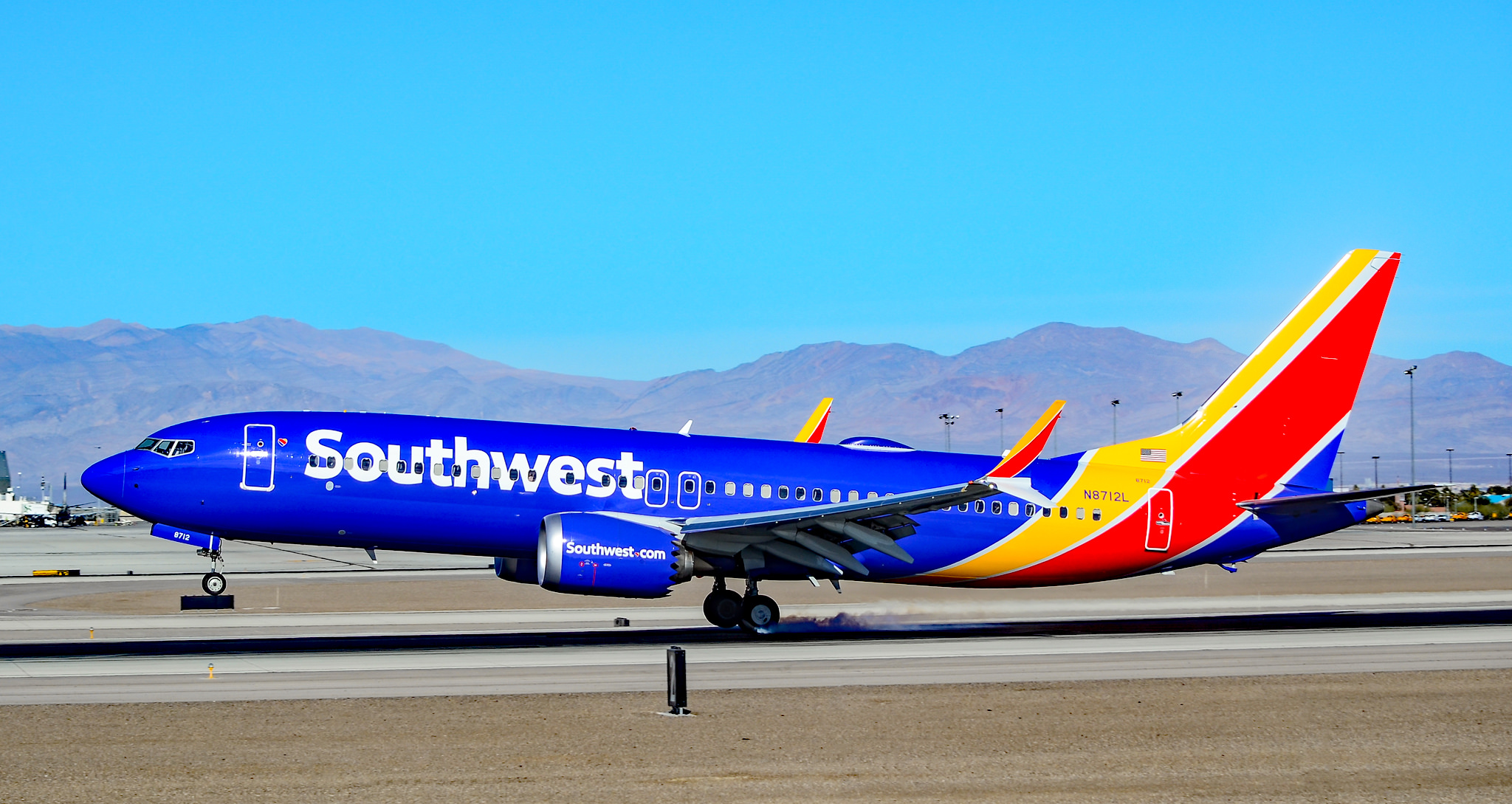
サウスウエスト航空の737-8
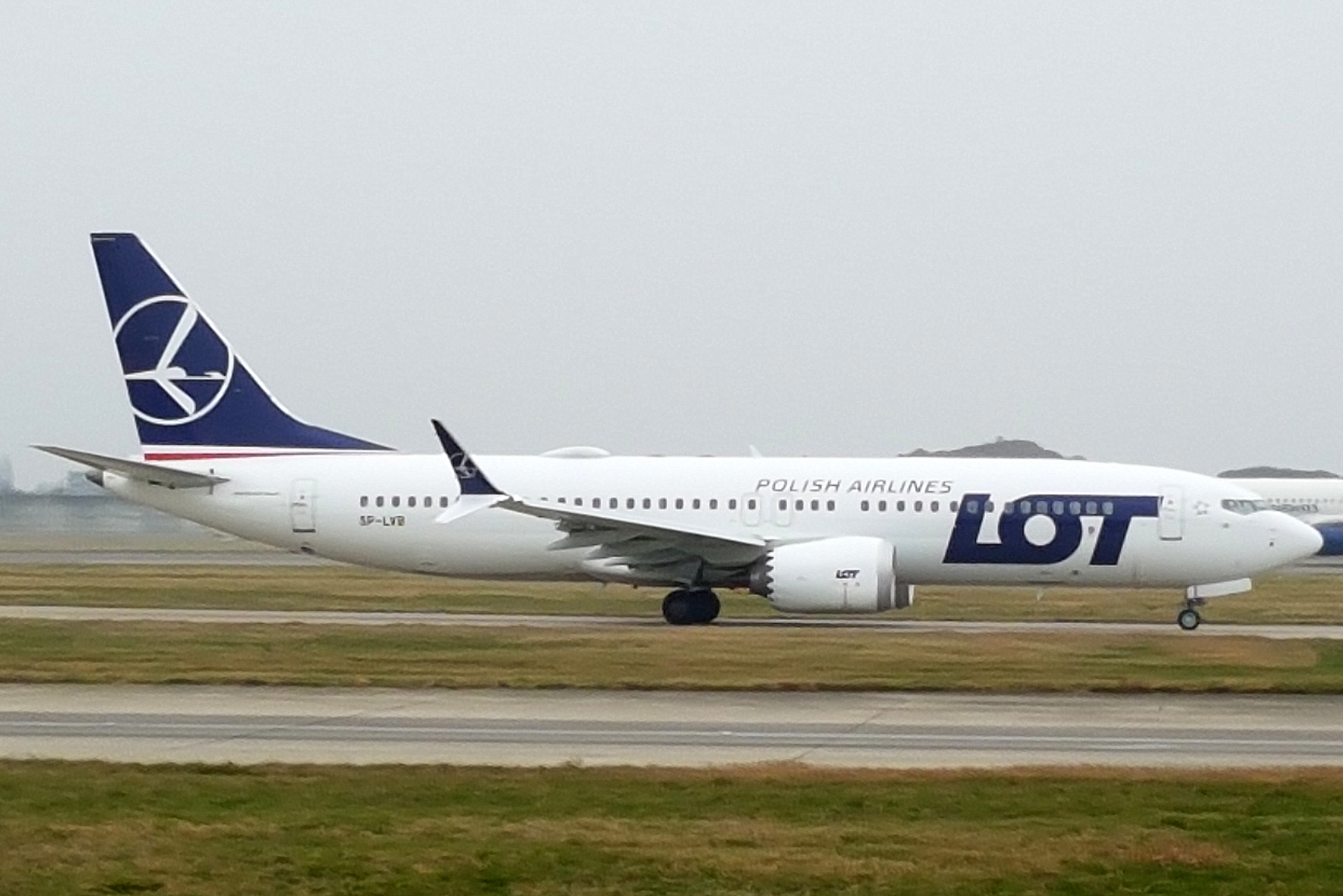
LOTポーランド航空の737-8